# Phyllomacromia bispina
Phyllomacromia bispina là một loài chuồn chuồn ngô thuộc họ Corduliidae. Nó được tìm thấy ở Cộng hòa Congo, Cộng hòa Dân chủ Congo, Uganda, và Zambia. Môi trường sống tự nhiên của nó là các khu rừng đất thấp ẩm nhiệt đới hoặc cận nhiệt đới và sông. Nó bị đe dọa do mất môi trường sống.